# Arycanda maculosa
Arycanda maculosa är en fjärilsart som beskrevs av Walker 1856. Arycanda maculosa ingår i släktet Arycanda och familjen mätare. Inga underarter finns listade i Catalogue of Life.

## Bildgalleri

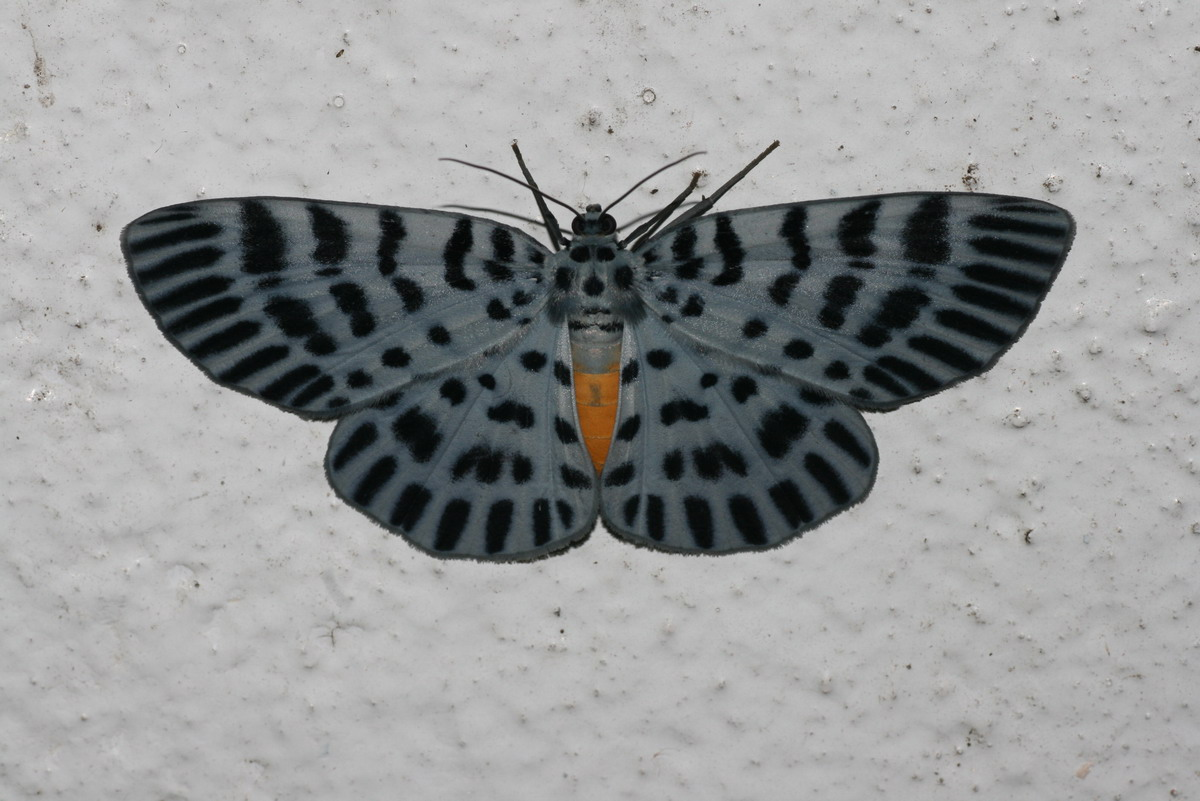